# Leppäsensaari (ö i Mellersta Finland)
Leppäsensaari är en ö i Finland. Den ligger i sjön Leppänen och i kommunen Toivakka i den ekonomiska regionen  Jyväskylä ekonomiska region  och landskapet Mellersta Finland, i den södra delen av landet, 230 km norr om huvudstaden Helsingfors. Öns area är 33,3 hektar och dess största längd är 1,9 kilometer i nord-sydlig riktning.